# Urim og Tummim
Urim og Tummim er ifølge Det Gamle Testamente to genstande, som blev lagt i brystskjoldet på ypperstepræstens dragt. Ved lodkastning kunne præsten få svar på spørgsmål eller afgøre tvistemål. Det antages almindeligvis, at Urim og Tummim var to lodder eller sten. Ordet Urim er blevet udlagt som »lys« og »åbenbaring« og Tummim som »fuldkommenhed« og »sandhed«.

## Mormonisme
I Jesu Kristi Kirke af Sidste Dages Hellige (Mormonkirken) har betegnelsen »Urim og Tummim« fra omkring 1833 traditionelt været brugt om flere forskelige seersten, som kirkens grundlægger, amerikaneren Joseph Smith, skal have benyttet i forbindelse med oversættelsen af Mormons Bog, Abrahams Bog og en række åbenbaringer, hvoraf nogle nu er samlet i Lære og Pagter. Det drejer sig om følgende sten:
- »To sten, indfattet i sølvbuer (...) fastgjort til et brystskjold«,[4] som ifølge Smith lå nedgravet sammen med nogle guldplader med indskrifter på, som Smith i september 1827 skal have fundet i en høj i staten New York, og hvorfra Mormons Bog skal være oversat. Stenene omtales af Smiths samtidige som en slags briller. I selve Mormons Bog kaldes de dog ikke »Urim og Tummim«, men »oversættere.«[5] Det skal være ved hjælp af disse to oversættersten, at Smith dikterede et foreløbigt manuskript på 116 sider.[6][7][8] Dette bortkom imidlertid, og i sommeren 1828 fik Smith frataget oversætterstenene.[9]
- En brunlig sten, som Smith skal have fundet under udgravningen af en brønd i 1822,[10] og som Smith i sin ungdom anvendte, når han lod sig hyre til at udpege skjulte skatte i jorden. Det skal være ved hjælp af denne sten, at hele Mormons Bog, som den i dag foreligger, er oversat.[11][12][13][14]

Smiths hustru Emma Hale Smith, som i en periode virkede som skriver for Smith, forklarede, hvordan Smith brugte stenen:

»Han sad med ansigtet begravet i sin hat med stenen i og dikterede time efter time [Mormons Bog].«

David Whitmer, som aflagde vidnesbyrd om Mormons Bogs guddommelige oversættelse, berettede samstemmende:

»Joseph Smith lagde seerstenen i en hat, tog ansigtet ned i hatten og trak den op om ansigtet for at lukke alt lys ude (...) Noget, der mindede om et stykke pergament, kom til syne med teksten på. Et skrifttegn ad gangen viste sig, og nedenunder stod oversættelsen på engelsk.«

Whitmer præciserede, at Smith »ikke benyttede pladerne under oversættelsen.«
Mormonkirken ejer stadig en af Smiths seersten, men ingen af hans efterfølgere har udtalt, at de har brugt den.